# Згорњи Слемен (Селница об Драви)
Згорњи Слемен (словен. Zgornji Slemen) је насељено место у општини Селница об Драви, Подравска регија, Словенија. Део је насеља Згорњи Слемен, које је административним границама подељено на два насеља: Згорњи Слемен (Марибор) и Згорњи Слемен (Селница об Драви).

## Историја
До територијалне реорганизације у Словенији био је у саставу старе општине Руше.

## Становништво
У попису становништва из 2011. године, Згорњи Слемен је имао 104 становника.
| Број становника према пописима | Број становника према пописима | Број становника према пописима |
| ------------------------------ | ------------------------------ | ------------------------------ |
| 1991                           | 2002                           | 2011                           |
| 99                             | 105                            | 104                            |